# فضيحة التلاعب بنتائج مباريات كرة القدم الصينية 2001
فضيحة التلاعب بنتائج مباريات كرة القدم الصينية 2001 (بالصينية: 甲 B 五 鼠 事件) عبارة عن سلسلة من التلاعب بنتائج المباريات التي تضمنت خمسة فرق لكرة قدم وهي تشينغدو وجيانغسو سينتي وتشانغتشون ياتاي وجيجيانغ غرينتاون وميانيانغ في الجولات الأخيرة من دوري الدرجة الثانية الصيني لعام 2001 (دوري الدرجة الأولى الصيني حاليا).
كان الحكم غونغ جيانبينغ هو الشخص الوحيد الذي عوقب على الفضيحة وقد أمضى 18 شهرا في السجن قبل أن يموت بسبب سرطان الدم. وصفه بعض المطلعين على الرياضة بأنه كبش فداء واعتقدوا أن الفضيحة انتهت دون عقاب حقيقي للأفراد والأندية الأخرى مما أدى إلى فضائح أكبر في دوري الدرجة الأولى في عام 2003.

## الخلفية
قبل الجولة الأخيرة من دوري الدرجة الثانية في ذلك العام كان شانغهاي كوسكو هويلي قد ضمن بالفعل صعوده إلى دوري الدرجة الأولى. كانت هناك ثلاث فرق تتقاتل من أجل المركز الثاني وهي تشينغدو وتشانغتشون ياتاي برصيد 39 نقطة وجيانغسو سينتي خلفهما بنقطة واحدة. كان من المتوقع أن يتم تحديد آخر مكان متاح للصعود من خلال صافي فارق الأهداف.
| م | الفريق              | لعب | ف  | ت | خ | أ.له | أ.ع | أ.ف | نقاط |
| - | ------------------- | --- | -- | - | - | ---- | --- | --- | ---- |
| 1 | شانغهاي كوسكو هويلي | 20  | 12 | 4 | 4 | 44   | 17  | +27 | 40   |
| 2 | جيانغسو سينتي       | 20  | 11 | 5 | 4 | 27   | 14  | +13 | 38   |
| 3 | غوانزو              | 20  | 10 | 7 | 3 | 26   | 12  | +14 | 37   |
| 4 | تشانغتشون ياتاي     | 20  | 10 | 6 | 4 | 31   | 15  | +16 | 36   |
| 5 | تشينغدو             | 20  | 10 | 6 | 4 | 33   | 21  | +12 | 36   |

كان هناك بالفعل غضب عام من نتيجة الجولة السابقة حيث كان تشنغدو تغلب على ميانيانغ اللذان ينتميان لنفس المقاطعة بنتيجة 11-2 وهو رقم قياسي صيني جديد. وبذلك اكتسب تشنغدو ميزة فارق الأهداف قدره +21 متجاوزا تشانجتشون +18. وفي مباراة أخرى تغلب شنغهاي كوسكو هويلي على منافسه غوانزو 3-2 بهدف من تسلل في الوقت المحتسب بدل الضائع من الشوط الثاني وصعد إلى دوري الدرجة الأولى. رفض لاعبو قوانغتشو العودة إلى الملعب بعد أن سجل شنغهاي كوسكو هويلي هدف الفوز ولوح مهاجمهم بيرتين تومو بالمال نحو الحكم. وتحت ضغط الجمهور قرر الاتحاد الصيني لكرة القدم بدء الجولة النهائية في نفس الوقت في جميع الملاعب على أمل أن يكون لدى الفرق وقت أقل للنظر في الحاجة إلى التلاعب بنتائج المباريات على أساس نتائج الفرق الأخرى.

## الجولة الأخيرة
| م | الفريق                 | لعب | ف  | ت | خ | أ.له | أ.ع | أ.ف | نقاط |
| - | ---------------------- | --- | -- | - | - | ---- | --- | --- | ---- |
| 1 | شنغهاي كوسكو هويلي (P) | 21  | 13 | 4 | 4 | 47   | 19  | +28 | 43   |
| 2 | تشنغدو                 | 21  | 11 | 6 | 4 | 44   | 23  | +21 | 39   |
| 3 | تشانغتشون ياتاي        | 21  | 11 | 6 | 4 | 33   | 15  | +18 | 39   |
| 4 | جيانغسو سينتي          | 21  | 11 | 5 | 5 | 27   | 16  | +11 | 38   |
| 5 | غوانزو                 | 21  | 10 | 7 | 4 | 28   | 15  | +13 | 37   |

بينما تأخر تشينغدو 0-2 أمام جيانغسو سينتي فقد بدا أن تشانغتشون ياتاي قد صعد إلى دوري الدرجة الأولى بتقدم مريح 2-0 على تشيجيانغ غرين تاون الذي كان لاعبيه يتكونون في الغالب من لاعبي فريق رديف يانبيان الذي يقع في نفس مقاطعة تشانغتشون ياتاي. بعد الهدف الثاني توقفت مباراة تشانغتشون ياتاي وتشيجيانغ غرين تاون باحتجاجات من لاعبي تشيجيانغ غرين تاون.
ومع ذلك استطاع تشنغدو تسجيل أربعة أهداف في آخر 15 دقيقة والذي لم يتجاوز تشانغتشون ياتاي في جدول الترتيب فحسب بل امتلك أيضا ميزة فارق الأهداف +3 على تشانغتشون ياتاي. بعد حسم مباراة تشنغدو وجيانغسو لم يكن أمام تشانغتشون ياتاي سوى بضع دقائق للتغلب على فارق الأهداف وفعل ذلك تماما عن طريق إيقاف المباراة ومن ثم سجل أربعة أهداف في الدقائق الثمانية الأخيرة.

## الحصيلة
مع التلاعب الواضح بالنتيجة أصدر الاتحاد الصيني لكرة القدم أقسى عقوبة حتى الآن. تم تخفيض عدد الفرق الصاعدة إلى دوري الدرجة الأولى من فريقين اثنين إلى فريق واحد. تم حظر المدربين واللاعبين المشاركين في المباريات المشكوك فيها لمدة عام. على الرغم من عدم التخطيط للهبوط إلا أن نادي ميانيانغ تم إنزاله إلى دوري الدرجة الثالثة.
مع فضح الفساد فإنه تم تغيير اسم خمسة أندية من دوري الدرجة الأولى بما في ذلك البطل داليان واندا وكذلك قوانغتشو من دوري الدرجة الثانية عندما انتهت رعاية الرعاة. نُقل عن لي شوفو رئيس مجموعة جيلي التي كانت ترعى قوانغتشو في ذلك الوقت قوله: «لن نعود حتى تتحسن بيئة كرة القدم الصينية».
غير راض عن العقوبة التي فرضها الاتحاد الصيني لكرة القدم سونغ وي بينغ رئيس تشيغرين تاون قدم قائمة بالحكام الذين يُزعم أنهم تلقوا رشاوى إلى الاتحاد الصيني لكرة القدم سعيا منهم لإيقاف الأشخاص من المباريات المستقبلية. تم القبض على غونغ جيانبينغ حكم مباراة تشانغتشون وتشيجيانغ بتهم رشوة لا علاقة لها بالجولة النهائية وحُكم عليه بالسجن لمدة 10 سنوات.